# Esbjerg Posthus
Esbjerg Posthus er en posthusbygning fra 1908 beliggende på Torvet i Esbjerg. Posthuset blev tegnet af arkitekten Ulrik Plesner i en for den tid særlig stil for posthuse. Bygningen har træk, der minder om en middelalder-borg eller -kirke og har sadeltag og kamtakkede gavle. Plesner samarbejdede også i dette tilfælde med Thorvald Bindesbøll om den indvendige udsmykning, og det blev sidste gang, eftersom Bindesbøll døde senere i 1908. Bygningen blev fredet i 1983 efter en omfattende restaurering, der tilbageførte interiøret med Bindesbølls fresker til originaltilstanden.

Posthuset gennemgik i 2017 en kæmpe renovation; fra posthus til 2 restauranter, 1 gastro-sportsbar. Dog er meget af den gamle charme og arkitektur bevaret. Når man træder ind i Posthuset´s foyer, vil man blive mødt af den originale udsmykning fra 1908.